# Jaume Gustà i Bondia

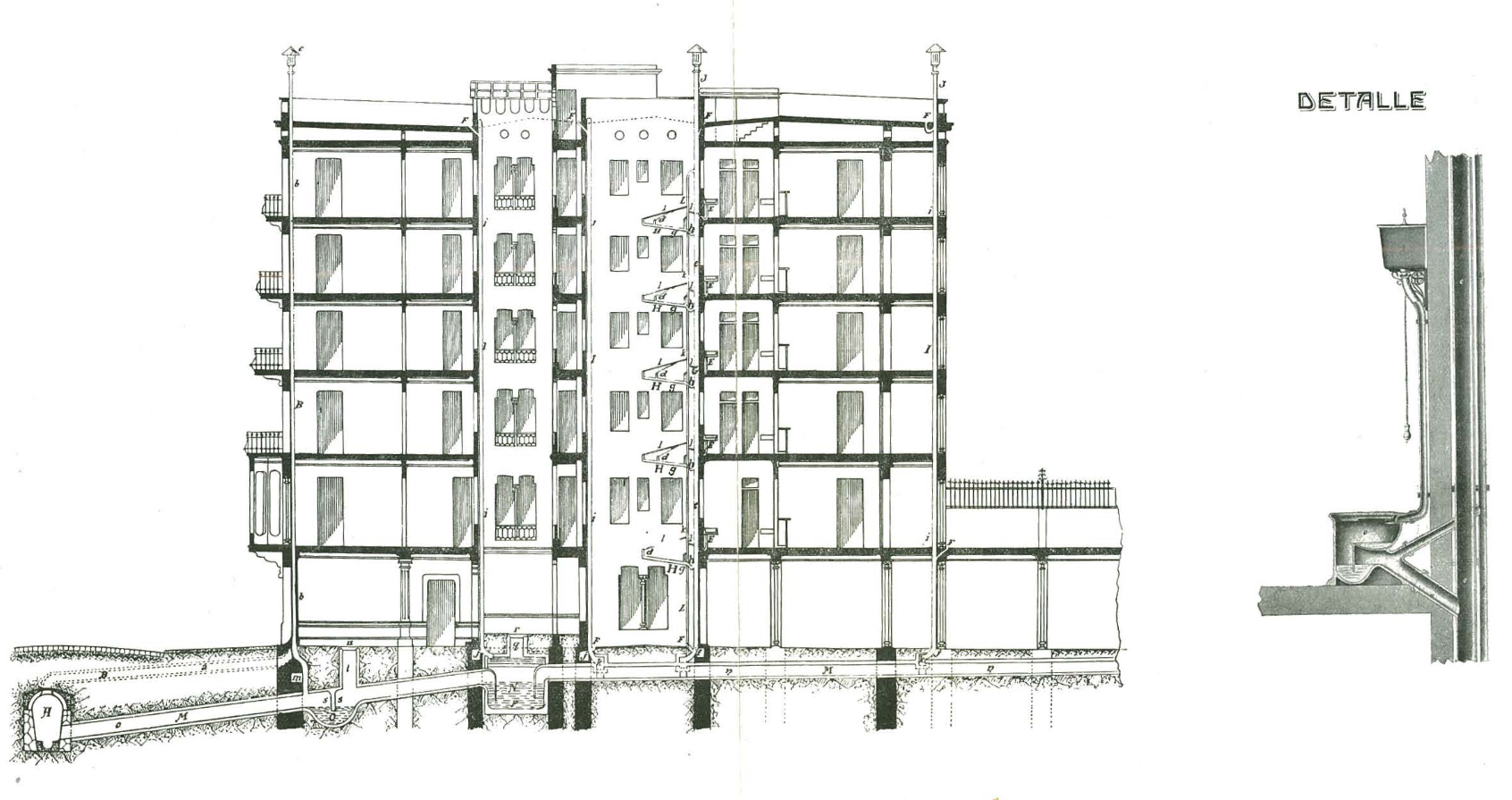
Esquema dels desguassos dels edificis

Jaume Gustà i Bondia   (Barcelona, 25 de maig de 1853 - Barcelona, 27 d'agost de 1932) fou un arquitecte català, titulat el 1879 i mestre d'obres des de 1872. Va ser arquitecte municipal de Barcelona a partir de 1916, a la mort de Pere Falqués. El seu modernisme parteix del gòtic i el suavitza.

## Biografia
Va néixer al carrer Petritxol de Barcelona l'any 1853, fill de Gabriel Gustà i Regí i de la seva esposa, Maria Anna Bondia i Bondia, ambdós de Barcelona.
El 1887 va publicar una memòria descriptiva de Sant Benet de Bages. Va col·laborar a l'Exposició Universal de Barcelona (1888) on va construir diversos pavellons efímers, el més important va ser el Palau de la Indústria.
És autor del cementiri de Sants (1878), de la casa Monteys, a la Rambla de Catalunya amb carrer de València, de la seu del Districte de Sants-Montjuïc (1895), de la Torre de la Miranda (1900), de l'Escola Miquel Bleach d'Hostafrancs (1915), i de la Casa Gustà, la seva casa particular al carrer d'Alegre de Dalt, de Barcelona (1910), per la qual va rebre una menció al concurs anual d'edificis artístics.
També se li atribueix la Casa Jaume Gustà, a Figueres, projectada el 1926.
Es va casar amb la tarragonina Rosa Martorell i Soler (1866-1905) l'any 1887, amb qui va tenir dues filles, Maria i Rosa.

### Impuls de l'higienisme
Després de l'agregació de municipis a Barcelona de 1897, l'Ajuntament de Barcelona va decidir abordar integralment millorar el sistema de clavegueram de la ciutat. Jaume Gustà va ser nomenat, el 10 de març de 1902, responsable del projecte de reforma integral del clavegueram, una tasca que li portaria entre 1902 i 1914. D'aquesta activitat es derivarien canvis fonamentals de les pràctiques de sanejament dels habitatges i en el disseny del clavegueram d'una gran ciutat, com la instal·lació de "water close a l'anglesa" en lloc de comuna, amb indicació expressa que fos "inodor, amb descàrrega d'aigua i fet de materials inalterables com la porcellana"; a més "havia d'estar en una sala exclusiva, ben ventilada i construïda amb materials impermeables". El fet que incorporés descàrrega d'aigua, no només millorava els aspectes higiènics de l'habitatge, sinó també era necessari per garantir un flux suficient d'aigua pel funcionament del sistema de clavegueram. Aquest punt trobava una oposició pel cost de l'aigua i per l'existència de pous cecs incompatibles amb la nova norma, els quals van haver de prohibir-se a partir d'aquesta reforma. Contra la resistència social i econòmica, Gustà declarava: «Cal fer entendre que tot progrés, que tot perfeccionament, que tot refinament en qualsevol orde, no és un luxe sinó una necessitat». El desplegament total del projecte acabaria comportant indirectament la municipalització de la gestió de l'aigua. Va publicar el conjunt de mesures en dues publicacions:
- "Unificació dels desguassos a la xarxa de clavegueram de Barcelona",[9] amb una estandardització dels sistema constructiu dels habitatges.
- "Proyecto de saneamiento e higieneización de las casas de Barcelona".[10]